# NGC 759
NGC 759 este o galaxie eliptică situată în constelația Andromeda. A fost descoperită în 17 septembrie 1865 de către Heinrich Louis d'Arrest. Se află la o distanță de 65,16 de megaparseci de Pământ.